# Antitrygodes erythroconia
Antitrygodes erythroconia là một loài bướm đêm trong họ Geometridae.